# Equipe grega na Copa Billie Jean King
A equipe grega na Copa Billie Jean King representa a Grécia na Copa Billie Jean King, principal competição de tênis feminina por equipes do mundo. É administrada pela Hellenic Tennis Federation.

## História
A Grécia competiu pela primeira vez em 1968. Seus melhores resultados foram as 2ª fases de 1977 e 1984.

## Última convocação
Para o Grupo II da Europa/África de 2023, em abril:
- Maria Sakkari
- Despina Papamichail
- Valentini Grammatikopoulou
- Martha Matoula